# Desmosoma modestum
Desmosoma modestum är en kräftdjursart som beskrevs av Nordenstam 1933. Desmosoma modestum ingår i släktet Desmosoma och familjen Desmosomatidae. Inga underarter finns listade i Catalogue of Life.